# Lijst van rijksmonumenten in Ulvenhout (Alphen-Chaam)
Het deel van de plaats Ulvenhout dat bij de gemeente Alphen-Chaam hoort, telt 31 inschrijvingen in het rijksmonumentenregister. Hieronder een overzicht.
| Object                                                                  | Oorspronkelijke functie?  | Bouwjaar               | Architect                     | Locatie                | Coördinaten?                  | Nr.?   | Afbeelding                                 |
| ----------------------------------------------------------------------- | ------------------------- | ---------------------- | ----------------------------- | ---------------------- | ----------------------------- | ------ | ------------------------------------------ |
| Hoeve van Daesdonck                                                     | Boerderij                 | 18e eeuw               |                               | Daesdonckseweg 3       | 51° 31' 40" NB, 4° 46' 42" OL | 30498  | Upload foto                                |
| Boerderij van het Kempische langgeveltype, met twee schuren             | Boerderij                 |                        |                               | Cauwelaerseweg 2       | 51° 32' 12" NB, 4° 48' 27" OL | 30504  | Meer afbeeldingen                          |
| Boerderij van het Brabantse langgeveltype onder met riet gedekt wolfdak | Boerderij                 | laat 18e eeuw          |                               | Cauwelaerseweg 5       | 51° 32' 17" NB, 4° 48' 21" OL | 30505  | Meer afbeeldingen                          |
| Luchtenburg: landhuis                                                   | Kasteel, buitenplaats     | tweede helft 17e eeuw  |                               | Luchtenburgseweg 1     | 51° 31' 48" NB, 4° 48' 31" OL | 511879 | Meer afbeeldingen                          |
| Luchtenburg: langgerekte boerderij                                      | Bijgebouwen kastelen enz. | 17e eeuw (kern)        |                               | Luchtenburgseweg bij 1 | 51° 31' 50" NB, 4° 48' 29" OL | 511882 | Meer afbeeldingen                          |
| Luchtenburg: tiendschuur                                                | Bijgebouwen kastelen enz. | 17e eeuw               |                               | Luchtenburgseweg bij 1 | 51° 31' 49" NB, 4° 48' 33" OL | 511883 | Meer afbeeldingen                          |
| Luchtenburg: koetshuis                                                  | Bijgebouwen kastelen enz. | eerste kwart 20e eeuw  |                               | Luchtenburgseweg bij 1 | 51° 31' 48" NB, 4° 48' 31" OL | 511884 | Upload foto                                |
| Schoenmakershuis                                                        | Bedrijfs-,fabriekswoning  | 1879                   |                               | Dorpstraat 54          | 51° 33' 3" NB, 4° 47' 51" OL  | 519043 | Schoenmakershuis                           |
| Huis Hondsdonk                                                          | Kasteel, buitenplaats     | ca. 1800               |                               | Chaamseweg 34          | 51° 31' 30" NB, 4° 49' 23" OL | 521409 | Huis Hondsdonk                             |
| Hondsdonk: historische tuin- en parkaanleg                              | Tuin, park en plantsoen   | ca. 1800 en 18e eeuw   |                               | Chaamseweg bij 34      | 51° 31' 29" NB, 4° 49' 21" OL | 521410 | Hondsdonk: historische tuin- en parkaanleg |
| Hondsdonk: vazen bij oprit                                              | Tuin, park en plantsoen   | eerste helft 18e eeuw  |                               | Chaamseweg bij 34      | 51° 31' 33" NB, 4° 49' 27" OL | 521411 | Upload foto                                |
| Hondsdonk: vazen voor het huis                                          | Tuin, park en plantsoen   | ca. 1800               |                               | Chaamseweg bij 34      | 51° 31' 30" NB, 4° 49' 22" OL | 521412 | Upload foto                                |
| Hondsdonk: vaas op sokkel                                               | Tuin, park en plantsoen   | begin 20e eeuw         |                               | Chaamseweg bij 34      | 51° 31' 29" NB, 4° 49' 21" OL | 521413 | Hondsdonk: vaas op sokkel                  |
| Hondsdonk: duiventil                                                    | Tuin, park en plantsoen   | begin 19e eeuw         |                               | Chaamseweg bij 34      | 51° 31' 29" NB, 4° 49' 17" OL | 521414 | Hondsdonk: duiventil                       |
| Hondsdonk: urn                                                          | Tuin, park en plantsoen   | ca. 1800               |                               | Chaamseweg bij 34      | 51° 31' 30" NB, 4° 49' 14" OL | 521415 | Upload foto                                |
| Hondsdonk: twee urnen                                                   | Tuin, park en plantsoen   | ca. 1800               |                               | Chaamseweg bij 34      | 51° 31' 29" NB, 4° 49' 24" OL | 521416 | Upload foto                                |
| Hondsdonk: boerderij annex koetshuis                                    | Bijgebouwen kastelen enz. | 1852                   |                               | Chaamseweg bij 34      | 51° 31' 28" NB, 4° 49' 23" OL | 521417 | Upload foto                                |
| Hondsdonk: dienstwoning                                                 | Bijgebouwen kastelen enz. | laatste helft 18e eeuw |                               | Chaamseweg bij 34      | 51° 31' 35" NB, 4° 49' 26" OL | 521418 | Hondsdonk: dienstwoning                    |
| Hondsdonk: ornamentale boerderij in parkaanleg                          | Bijgebouwen kastelen enz. | 1843                   | Henrica Paulina van der Borch | Hondsdonkseweg 7       | 51° 31' 40" NB, 4° 49' 6" OL  | 521419 | Meer afbeeldingen                          |
| Hondsdonk: schuur bij ornamentale boerderij                             | Bijgebouwen kastelen enz. | 19e eeuw               |                               | Hondsdonkseweg bij 7   | 51° 31' 41" NB, 4° 49' 4" OL  | 521420 | Upload foto                                |
| Hondsdonk: bakhuisje                                                    | Bijgebouwen kastelen enz. | midden 19e eeuw        |                               | Chaamseweg bij 34      | 51° 31' 40" NB, 4° 49' 5" OL  | 521421 | Upload foto                                |
| Hondsdonk: boerderij met schuur                                         | Bijgebouwen kastelen enz. | tweede helft 19e eeuw  |                               | Chaamseweg 36          | 51° 31' 31" NB, 4° 49' 32" OL | 521422 | Hondsdonk: boerderij met schuur            |
| Hondsdonk: voormalige boswachterswoning                                 | Bijgebouwen kastelen enz. | 1921                   |                               | Chaamseweg 36          | 51° 31' 27" NB, 4° 49' 21" OL | 521423 | Upload foto                                |
| Anneville: landhuis                                                     | Kasteel, buitenplaats     | 1851                   | Trappeniers                   | Annevillelaan 101      | 51° 32' 36" NB, 4° 49' 14" OL | 529511 | Meer afbeeldingen                          |
| Anneville: historische tuin- en parkaanleg                              | Tuin, park en plantsoen   | midden 19e eeuw        |                               | Annevillelaan bij 101  | 51° 32' 36" NB, 4° 49' 15" OL | 529512 | Anneville: historische tuin- en parkaanleg |
| Anneville: koetshuis                                                    | Bijgebouwen kastelen enz. | 1898                   |                               | Annevillelaan 103      | 51° 32' 37" NB, 4° 49' 10" OL | 529513 | Anneville: koetshuis                       |
| Anneville: portierswoning                                               | Bijgebouwen kastelen enz. | ca. 1900               |                               | Annevillelaan 95       | 51° 32' 35" NB, 4° 49' 8" OL  | 529514 | Upload foto                                |
| Anneville: schuur                                                       | Bijgebouwen kastelen enz. | laatste kwart 19e eeuw |                               | Annevillelaan bij 101  | 51° 32' 36" NB, 4° 49' 14" OL | 529515 | Upload foto                                |
| Anneville: volière                                                      | Tuin, park en plantsoen   | derde kwart 19e eeuw   |                               | Annevillelaan bij 101  | 51° 32' 36" NB, 4° 49' 14" OL | 529516 | Upload foto                                |
| Anneville: hek                                                          | Tuin, park en plantsoen   | derde kwart 19e eeuw   |                               | Annevillelaan bij 101  | 51° 32' 36" NB, 4° 49' 14" OL | 529517 | Anneville: hek                             |
| Anneville: tuinsieraden                                                 | Tuin, park en plantsoen   | 19e eeuw               |                               | Annevillelaan bij 101  | 51° 32' 36" NB, 4° 49' 14" OL | 529518 | Anneville: tuinsieraden                    |
| Luchtenburg: historische park                                           | Tuin, park en plantsoen   | 19e eeuw               |                               | Luchtenburgseweg bij 1 | 51° 31' 47" NB, 4° 48' 33" OL | 530965 | Upload foto                                |